# Ophidian
Ophidian is de artiestennaam van de in Nederland geboren dj en producer Conrad Hoyer (1 september 1981). Ophidian produceert voornamelijk hardcore en darkcoremuziek. Op sommige platen combineert hij verschillende stijlen.
In 1993 nam Hoyer zijn eerste nummers en mixen op, hij was toen rond de elf, twaalf jaar oud. Dit deed hij met behulp van keyboard en cassetterecorders. In 1995 begon hij de computer te gebruiken voor zijn muziek. Via het label Ruffneck kon hij zijn muziek in demovorm uitbrengen en zo werd hij uiteindelijk in 1998, toen hij zestien was, opgepikt door DJ Ruffneck (Patrick van Kerckhoven) en kreeg hij een contract voor zijn twee labels, Gangsta en Supreme Intelligence. Een echte vaste naam had hij toen nog niet; zijn eerste nummers kwamen onder de naam Trypticon en later volgde de naam Ophidian. Echt veel succes behaalde hij in eerste instantie niet, maar wel voldoende om in 2001 een nieuw contract aangeboden te krijgen door Enzyme Records. Daar kreeg hij de ruimte die hij zocht, om serieus met muziek als met school bezig te zijn, waar hij ook een muziekrichting deed. Hij bouwde een eigen opnamestudio. Even later richtte hij ook het sublabel Enzyme X op.
De echte doorbraak van Ophidian kwam nadat hij het nummer "Butterfly VIP" uitbracht. Dankzij dit nummer stond hij op vele feesten als Thunderdome en Masters of Hardcore.

## Albums
Ophidian heeft tot nu toe (anno 2022) vijf soloalbums uitgebracht, namelijk Blackbox (2003), het dubbelalbum Betrayed By Daylight (2005) en To Sing of Desecration (2007), waarvan het laatste onder de naam Ophidian as Raziel op Meta4 (Metafore, tot nu toe alleen als dubbel-vinyl verkrijgbaar). In 2013 volgde Between The Candle And The Star en in 2021 Call Of The Void. Dit laatste album kwam uit op Thunderdome Music, nadat hij in 2019, via Facebook, had aangegeven niet langer voor Enzyme Records te werken, maar voorlopig zelfstandig zou blijven.
Ophidian brengt ook vaak grammofoonplaten uit. Dit doet hij, naast zijn eigenlijke artiestennaam Ophidian, ook onder de aliassen "Cubist Boy", "Meander", "Ophidian as Raziel" en "Trypticon", van welke hij de laatste niet meer gebruikt. Met Ophidian as Raziel wordt waarschijnlijk Raziel bedoeld uit het computerspel Legacy of Kain. Platen uitgebracht onder deze naam bevatten ook samples uit dit spel. De vinylverzameling "A Place Called Yesterday, Today Never Happened, Tomorrow Is A Promise (2004, 2005)" is een eigen productie met onder andere de hit "The Middle Children" met samples uit de film Fight Club en "Angel", een nummer dat enorm veel invloed heeft gehad op de Enzyme platen.
Ook verraste hij velen met zijn muziekuitgaven op Enzyme X, die vaak flink afwijken van de rest van zijn werk. De 'X' in Enzyme X staat dan ook voor experimenteel. Ophidian heeft ook zijn geheel eigen labels, namelijk Meta4 (Metafoor) en Meta0 (een sublabel van Meta4). Meta4 is een samenwerking tussen Hoyer en Van Kerckhoven en is bedoeld om vooral nieuwe talenten de kans te geven hun nummers onder de aandacht van het publiek te brengen. Hoyer heeft een duidelijk standpunt over illegale download van muziek en zet op elke cover van Meta4 dan ook dit bericht:
''All sounds extracted, vinyls pressed and rights owned by the members of Meta4. Available for illegal download everywhere, so what you waiting for? Listen to this record, run home and leach the shit like the cheap-ass mofo you really are!*
* Message not intended for those properly supporting underground music''
In 2006 startte Ophidian onder zijn alias 'Meander' een eigen sublabel van Meta4 genaamd 'Meta0'. De stijl van Meta0 is een combinatie van IDM met hardcore- en breakcore-invloeden gepaard met atmosferische melodieën.
In 2011 kwam daar Meta3 bij, ook een sublabel van Meta4. Dit label is voor digitale releases die niet bij de stijl van Meta4 of Meta0 passen. Tot nu toe zijn daar 2 platen op uitgebracht.

## Ophidian Nu
Anno 2006 wordt Ophidian beschouwd als een van de betere hardcore dj's, producers en live-acts. De diversiteit aan samples in zijn nummers laat menigeen versteld staan binnen de hardcorescene, waar het aantal samples vaak niet al te hoog is. Ophidian heeft ook een mengelmoes van platen (losse nummers en mixen) uitgebracht die divers zijn aan stijlen, van mainstream-hardcore tot Industrial Hardcore, van industriële techno tot darkcore en schranz/techno. Een goed voorbeeld hiervan is "Nothing I Can't Handle" met Tieum.